# Camilla Nielsen
Camilla Nielsen (* 1972 in Esbjerg) ist eine dänische Malerin und Briefmarkenkünstlerin.

## Leben
Nielsen studierte an der École national des beaux-arts in Dijon in Frankreich. Anschließend studierte sie an der Kunstschule in Nuuk (Grönland). 2003 legte sie ihren Bachelor of Fine Arts mit dem Titel Major of Fine Arts am Nova Scotia College of Art & Design in Halifax (Kanada) ab.
Camilla Nielsen lässt sich von ihren Objekten inspirieren und wendet sich daher immer bekannten Motiven zu. Seit mehreren Jahren zeichnet sie Entwürfe für grönländische Briefmarken.
Mehrere Werke der Künstlerin sind im Nuuk-Kunstmuseum ausgestellt, darunter Bilder mit Acrylfarbe, Aquarell und Tusche, Fotografien, grafische Arbeiten, in denen sie einen dreidimensionalen Gegenstand auf einem zweidimensionalen platziert sowie eine Skulptur aus Glockenbronze.